# Armand Fallières

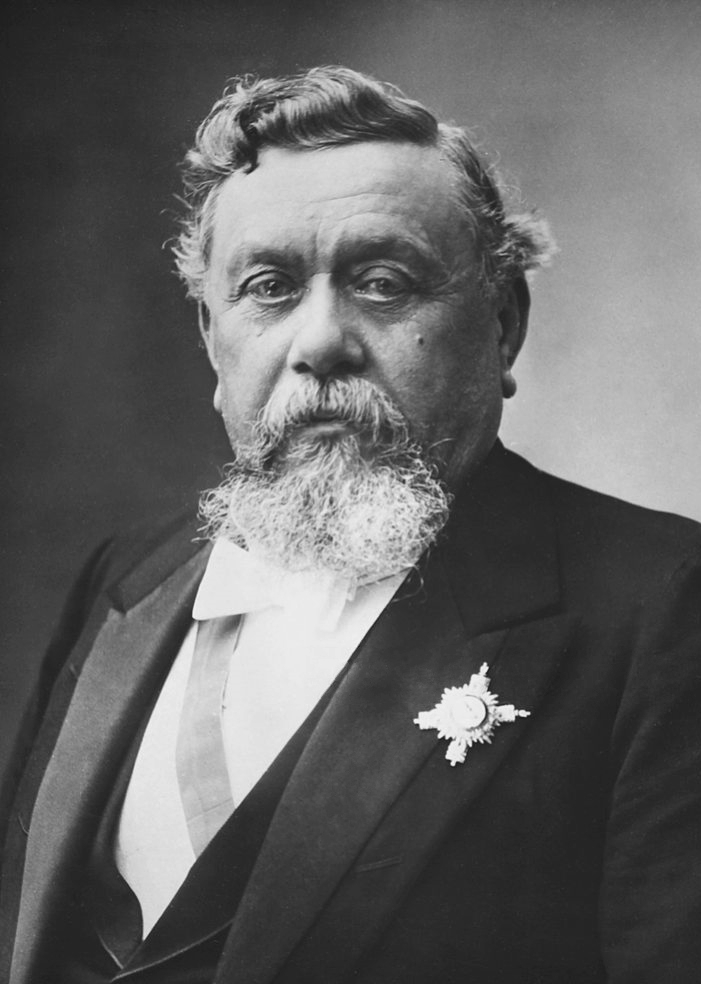
Armand Fallières

Clément Armand Fallières (Mézin, 6 november 1841 - Loupillon, bij Mézin, 22 juni 1931) was president van Frankrijk van 1906 tot 1913.

## Carrière
Armand Fallières werd geboren in Mézin, in het département Lot-et-Garonne als zoon van een klerk en gerechtsdeurwaarder. Zijn grootvader was een smid. 
Fallières studeerde rechten in Toulouse en Parijs. Na zijn rechtenstudie was hij als advocaat werkzaam in Nérac. In 1868 trouwde hij met Jeanne Bresson bij wie hij twee kinderen kreeg. In hetzelfde jaar werd hij raadslid van Nérac en in 1871 (tot 1874) werd hij tot burgemeester van die stad gekozen. In 1871 werd hij tevens lid van de provinciale raad van Lot-et-Garonne.
Armand Fallières behoorde tot de Republikeinse partij, die haar lidmaatschap van de provinciale raad van Lot-et-Garonne verloor na het aftreden van president Thiers in 1873. In februari 1876 werd Fallières in de Franse Nationale Vergadering gekozen. Hij behoorde sindsdien tot de Links Republikeinse fractie. Op 18 mei 1877 was hij een van de 363 parlementariërs die de motie van wantrouwen tegen het kabinet-De Broglie tekenden. President Mac-Mahon ontbond daarop het parlement en schreef voor oktober 1877 nieuwe verkiezingen uit, die glansrijk door links werden gewonnen. Fallières werd bij deze verkiezingen herkozen.
Van mei tot september 1877 was Fallières opnieuw burgemeester van Nérac.
In 1880 werd Fallières staatssecretaris van Binnenlandse Zaken onder premier Jules Ferry (mei 1880 - november 1881). Van 7 augustus 1882 tot 29 januari 1883 was hij minister van Binnenlandse Zaken en van 13 september 1882 tot 29 januari 1883 minister van Kerkelijke Zaken in het kabinet-Duclerc.
Op 29 januari 1883 werd Armand Fallières voor de duur van één maand minister-president, minister van Buitenlandse Zaken, Binnenlandse Zaken en Kerkelijke Zaken van een door de Parti rádical gedomineerd kabinet. Tijdens dit kortstondig kabinet riep prins Jérôme Napoleon Bonaparte (januari) zichzelf uit tot troonpretendent van Frankrijk. De oppositie vond dat het kabinet te weinig maatregelen nam om troonpretendenten aan te pakken, zij vonden dat alle troonpretendenten uit het land moesten worden gezet. Fallières besloot maatregelen te nemen, die de oppositie echter niet ver genoeg gingen. De Senaat verwierp Fallières plannen waarop hij ontslag nam. Op 10 november 1883 aanvaardde hij de ministerspost van Onderwijs en Schone Kunsten. Hij voerde vervolgens een onderwijshervorming door. Hij bleef minister van Onderwijs en Schone Kunsten tot 6 april 1885.
Op 30 mei 1887 werd Fallières opnieuw minister van Binnenlandse Zaken, maar verruilde dit ministerschap op 12 december van dat jaar voor Justitie (tot 3 april 1888). Van februari 1889 tot maart 1890 was hij opnieuw minister van Onderwijs en Schone Kunsten en van 17 maart 1890 tot 27 februari 1892 had hij weer Justitie onder zijn hoede, gecombineerd met Kerkelijke Zaken. In juni 1890 werd hij met 417 tegen 23 stemmen in de Senaat gekozen.
Armand Fallières was van maart 1899 tot januari 1906 voorzitter van de Senaat. Op 18 januari 1906 werd Fallières met 449 tegen 371 stemmen tot president van de republiek gekozen. Zijn voornaamste tegenkandidaat was Paul Doumer. Fallières werd in het zadel geholpen door de gecombineerde linkse partijen, waaronder de Parti rádical tot welke fractie hij behoorde.
Tijdens zijn presidentschap (1906-1913) zette Fallières zich in voor de versterking van de Triple Entente. In 1908 bezocht hij Verenigd Koninkrijk, Frankrijks voornaamste bondgenoot. In mei 1911 bezocht Fallières België en in juli van dat jaar bezocht hij Nederland. Deze twee staatsbezoeken vonden plaats tijdens de Tangercrisis, toen Franse troepen begonnen aan de bezetting van Marokko. Duitsland dat verbolgen was over deze bezetting, daar het Marokko als binnen zijn invloedssfeer beschouwde, dreigde Marokko binnen te vallen. Oorlog hing in de lucht, maar tijdens onderhandelingen juni-november 1911 werd de crisis bezworen.
In 1913 werd Fallières als president opgevolgd door Raymond Poincaré waarna hij zich uit de politiek terugtrok. 

## Overlijden
Clément Armand Fallières overleed op 21 juni 1931 in Loupillon bij Mézin.